# Fogg Record

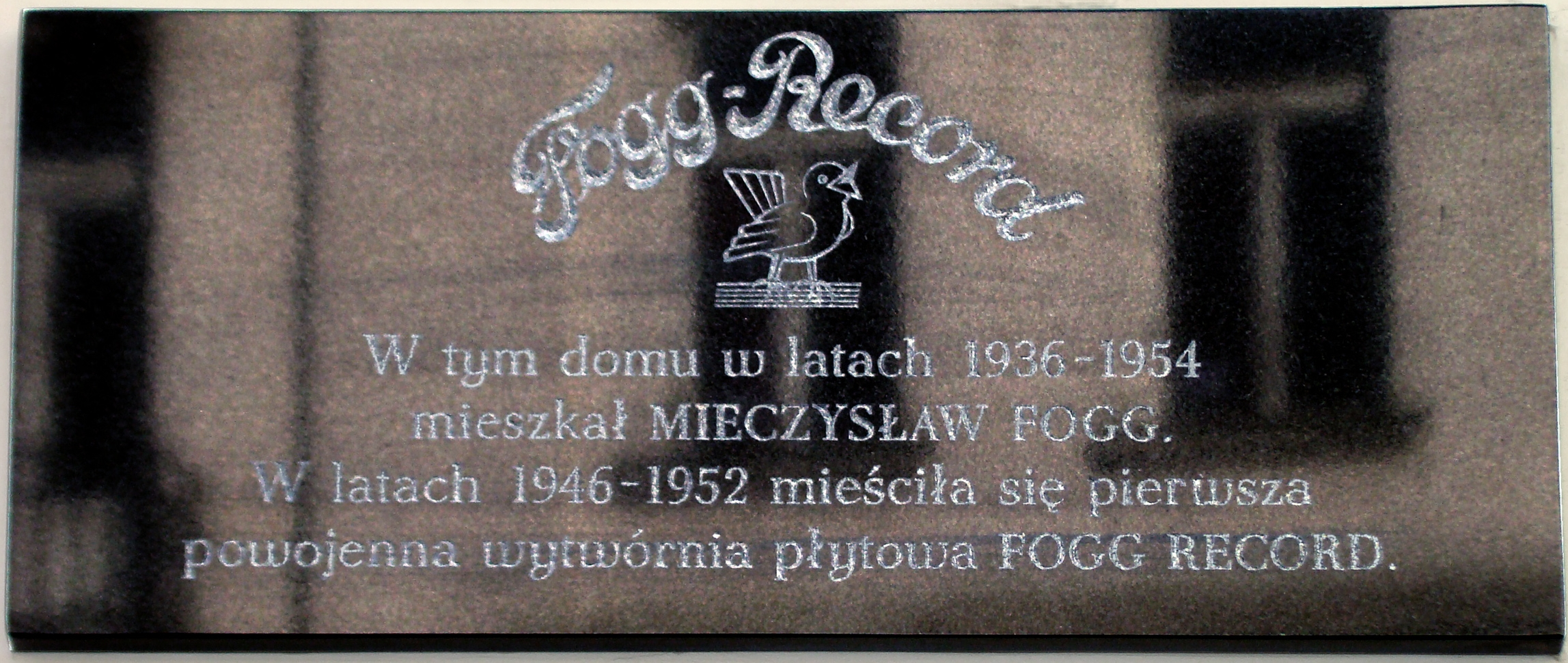
Tablica upamiętniająca Fogg Record przy ul. Koszykowej 69 w Warszawie

Fogg Record – prywatna wytwórnia płytowa działająca w Warszawie w latach 1946–1951, założona przez piosenkarza – Mieczysława Fogga oraz Czesława Porębskiego.

## Opis
Nagrania rejestrowano w mieszkaniu Fogga przy Koszykowej 69. Tłoczenie szelakowych płyt (odtwarzanych z prędkością 78 obr./min) odbywało się przy Alejach Krakowskich, w pomieszczeniach odstąpionych Foggowi przez właściciela małego zakładu przetwórstwa owocowo-warzywnego. 
Według Filipa Łobodzińskiego („Fogg ocalił palto”) dużą rolę w zdobyciu aparatury, a tym samym powstaniu wytwórni miał Ignacy Singer (pseud. Ivo Wesby). Był to kompozytor, kierownik muzyczny kabaretu Qui Pro Quo, dyrygent orkiestry w studiach nagrań wytwórni Odeon i Syrena Rekord, gdzie spotykał się często z Mieczysławem Foggiem, kierując zespołami muzycznymi podczas jego nagrań. Według Łobodzińskiego sprzęt został Foggowi podarowany przez Singera jako wyraz wdzięczności. Fogg „pomógł Singerowi wydostać się z getta”, „zorganizował mu przerzut za granicę”, a po zakończeniu wojny i emigracji do Ameryki Singer przesłał do Warszawy wspomniany sprzęt ze Stanów Zjednoczonych. 
Według prawnuka Mieczysława Fogga, Michała, część aparatury do produkcji płyt została po wojnie odkupiona od Singera i przywieziona z Niemiec, gdzie zresztą wróciła na krótko przed oficjalną i faktyczną likwidacją wytwórni, bowiem Fogg „sprzedał aparaturę do tłoczenia płyt, tam gdzie ją kupił, czyli w Niemczech”. Sam Fogg natomiast wspomina jedynie o ukrywaniu w swoim mieszkaniu Singera, jego żony i córki po ich ucieczce z getta, a później pomocy przy zdobyciu fałszywych dokumentów, dzięki którym Singer mógł wyjechać do Wiednia. 
Brak katalogów (zaginęły) nie pozwala na dokładne określenie liczby wydanych przez Fogg Record płyt. Mieczysław Fogg w swojej książce „Od palanta do belcanta” podaje, że było ich około stu. Wytwórnia została zlikwidowana w 1951 w ramach walki państwa z prywatną inicjatywą gospodarczą. Mniej więcej w tym samym czasie i dokładnie w ten sam sposób zakończyły działalność dwie inne wytwórnie płyt działające po wojnie w Polsce: 
poznańska Mewa i krakowsko-katowicki Gong.
Wśród wydawnictw Fogg Record był m.in. 12-płytowy cykl kolęd wykonywanych przez Reprezentacyjny Chór Związku Harcerstwa Polskiego, bajki z komedii Pan Jowialski Aleksandra Fredry w interpretacji Ludwika Solskiego czy płyta, na której nagrano Wiecha czytającego swoje felietony.
W 2007 prawnuk piosenkarza, Michał Fogg, założył wydawnictwo płytowe Fogg-Record, które zachowując nazwę i logo dawnej wytwórni jest kontynuacją jej działalności. Firma przypomina na płytach CD oryginalne nagrania Mieczysława Fogga z lat trzydziestych oraz wydaje płyty, na których piosenki Fogga śpiewane i grane są przez młodych wykonawców w nowych aranżacjach (w stylistyce jazzu, reggae, funku, hip hopu czy drum and bass).

## Dyskografia wytwórni Mieczysława Fogga (niepełna)
| Nagrana | Wydana | Nr katalogowy | Tytuł utworu                                                        | Wykonawcy |
| ------- | ------ | ------------- | ------------------------------------------------------------------- | --- |
|         |        | A: 001 B: 002 | „Dwa papierosy” „Walc wiosenny”                                     | Mieczysław Fogg i orkiestra orkiestra |
|         |        | A: 003 B: 007 | „Piosenka o mojej Warszawie” „Stara piosenka”                       | Mieczysław Fogg, orkiestra dyr. Władysław Kabalewski                                                                                       |
|         |        | A: 004 B: 006 | „Wczoraj” „Miłość nad Nilem”                                        | Mieczysław Fogg, orkiestra dyr. Mieczysław Janicz Mieczysław Fogg, orkiestra dyr. Władysław Kabalewski                                     |
|         |        | A: 005 B: 006 | „Setka” „Miłość nad Nilem”                                          | Mieczysław Fogg, orkiestra dyr. Stanisław Nawrot Mieczysław Fogg, orkiestra dyr. Stanisław Nawrot                                          |
|         |        | A: 005 B: 042 | „Setka” „Tylko jedna jest dziewczyna”                               | Mieczysław Fogg, orkiestra dyr. Władysław Kabalewski Mieczysław Fogg orkiestra dyr. Władysław Kabalewski                                   |
|         |        | A: 007 B: 017 | „Stara piosenka” „Jalousie”                                         | Mieczysław Fogg, orkiestra dyr. Stanisław Nawrot                                                                                           |
|         |        | A: 008 B: 015 | „Pójdź, pójdź” „Tylko jedna jest dziewczyna”                        | Mieczysław Fogg, orkiestra dyr. Jan Cajmer Mieczysław Fogg, orkiestra dyr. Władysław Kabalewski                                            |
|         |        | A: 009 B: 011 | „Powiedz czy chcesz mnie kochać” „Walc na niepogodę”                | Mieczysław Fogg, orkiestra dyr. Jan Cajmer Mieczysław Fogg, orkiestra dyr. Stanisław Nawrot                                                |
|         |        | A: 010 B: 016 | „Bluzeczka zamszowa” „Bujaj mnie, bujaj”                            | Mieczysław Fogg, orkiestra dyr. Stanisław Nawrot                                                                                           |
|         |        | A: 011 B: 013 | „Walc na niepogodę” „Ukochana ja wrócę”                             | Mieczysław Fogg, orkiestra dyr. Stanisław Nawrot                                                                                           |
|         |        | A: 012 B: 023 | „Uśmiechnij się” „La Cumparsita”                                    | Mieczysław Fogg, orkiestra dyr. Stanisław Nawrot Orkiestra Taneczna dyr. Władysław Kabalewski                                              |
|         |        | A: 013 B: 024 | „Ukochana ja wrócę” „Poesie”                                        | Mieczysław Fogg, orkiestra dyr. Stanisław Nawrot Orkiestra Taneczna dyr. Władysław Kabalewski                                              |
|         |        | A: 015 B: 016 | „Stary walc” „Bujaj mnie, bujaj”                                    | Mieczysław Fogg, orkiestra dyr. Władysław Kabalewski Mieczysław Fogg, orkiestra dyr. Stanisław Nawrot                                      |
|         |        | A: 017 B: 028 | „Jalousie” „Pieśń lazurowa”                                         | Mieczysław Fogg, orkiestra dyr. Stanisław Nawrot Orkiestra Taneczna dyr. Władysław Kabalewski                                              |
|         |        | A: 018 B: 019 | „Czerwone maki na Monte Cassino” „Rozszumiały się wierzby płaczące” | Chór Czejanda, St. Dobrzański – fortepian Chór Czejanda, St. Dobrzański – fortepian                                                        |
|         |        | A: 018 B: 020 | „Czerwone maki na Monte Cassino” „Rozlało się morze szeroko”        | Chór Czejanda, St. Dobrzański – fortepian Mieczysław Fogg, Chór Czejanda, orkiestra                                                        |
|         |        | A: 020 B: 021 | „Rozlało się morze szeroko” „Katiusza”                              | Mieczysław Fogg, Chór Czejanda, orkiestra                                                                                                  |
|         |        | A: 022 B: 026 | „Symphony” „I cóż zostało mi”                                       | Mieczysław Fogg, orkiestra dyr. Władysław Kabalewski                                                                                       |
|         |        | A: 025 B: 068 | „Ameryka” „Domek z kart”                                            | Mieczysław Fogg, orkiestra dyr. Władysław Kabalewski                                                                                       |
|         |        | A: 025 B: 006 | „Ameryka” „Bajka”                                                   | Mieczysław Fogg, orkiestra dyr. Władysław Kabalewski Orkiestra Taneczna dyr. Mieczysław Janicz                                             |
|         |        | A: 027 B: 029 | „Oration” „Fernando”                                                | Orkiestra Taneczna dyr. Władysław Kabalewski                                                                                               |
|         |        | A: 027 B: 029 | „Oration” „Za jeden dzień”                                          | Orkiestra Taneczna dyr. Władysław Kabalewski                                                                                               |
| 1947    | 1947   | A: 030 B: 034 | „Wesoła harmonia” „Kochać nie warto”                                | Trio Jana Rema Mieczysław Fogg, orkiestra dyr. Jan Cajmer                                                                                  |
|         |        | A: 031 B: 035 | „Pawełek” „Jeden kwiat”                                             | Trio Jana Rema Mieczysław Fogg, orkiestra dyr. Jan Cajmer                                                                                  |
| 1947    | 1947   | A: 032 B: 050 | „Tańczące palce” „Pozdrowienie od gór”                              | Trio Jana Rema Mieczysław Fogg, orkiestra wytwórni Fogg-Record dyr. Władysław Kabalewski                                                   |
| 1947    | 1947   | A: 033 B: 051 | „Kolorowa wstążka” „Czy pamiętasz tę noc w Zakopanem”               | Trio Jana Rema Mieczysław Fogg, orkiestra wytwórni Fogg-Record dyr. Władysław Kabalewski                                                   |
| 1947    | 1947   | A: 036 B: 038 | „Dzwony” „A tu jest Warszawa”                                       | Mieczysław Fogg, orkiestra dyr. Jan Cajmer Mieczysław Fogg, chór i orkiestra dyr. Tadeusz Sygietyński                                      |
| 1947    | 1947   | A: 037 B: 046 | „Miłość i smutek” „Bagatelka”                                       | Mieczysław Fogg, orkiestra dyr. Jan Cajmer orkiestra wytwórni Fogg-Record dyr. Władysław Kabalewski                                        |
| 1947    | 1947   | A: 039 B: 040 | „Powrót” „Polka czerniakowska”                                      | Chór Czejanda |
| 1947    | 1947   | A: 041 B: 043 | „Kwiat paproci” „Gwiżdżę na wszystko”                               | Mieczysław Fogg, orkiestra dyr. Władysław Kabalewski                                                                                       |
|         |        | A: 044 B: 075 | „Bajeczki śpią” „Jesień”                                            | Mieczysław Fogg, orkiestra dyr. Władysław Kabalewski                                                                                       |
|         |        | A: 045 B: 069 | „Serce w plecaku” „Tęsknota za Warszawą”                            | Mieczysław Fogg, orkiestra dyr. Władysław Kabalewski                                                                                       |
| 1947    | 1947   | A: 047 B: 048 | „Groteska” „Gdybym miał milion”                                     | orkiestra wytwórni Fogg-Record dyr. Władysław Kabalewski                                                                                   |
| 1947    | 1947   | A: 049 B: 052 | „Dziewczyno” „Przeminęło z wiatrem”                                 | orkiestra wytwórni Fogg-Record dyr. Władysław Kabalewski                                                                                   |
| 1947    | 1947   | A: 053 B: 066 | „Francois” „Wolnoć Tomku”                                           | Mieczysław Fogg, orkiestra dyr. Władysław Kabalewski Mieczysław Fogg, orkiestra dyr. Władysław Kabalewski                                  |
| 1947    | 1947   | A: 056 B: 057 | „Na Łużycu ślicznie grają” „Nad jeziorem”                           | orkiestra wytwórni Fogg-Record dyr. Władysław Kabalewski                                                                                   |
| 1947    | 1947   | A: 058 B: 061 | „Walenty i Jadwiga” „Dziadek”                                       | orkiestra wytwórni Fogg-Record dyr. Władysław Kabalewski orkiestra wytwórni Fogg-Record (klarnety: Przyślak, Jakowlew), dyr. W. Kabalewski |
|         |        | A: 059 B: 092 | „Haneczka” „Szabasówka”                                             | orkiestra wytwórni Fogg-Record dyr. Władysław Kabalewski orkiestra wytwórni Fogg-Record dyr. Władysław Kabalewski                          |
|         |        | A: 060 B: 091 | „Hołupiec” „Stare Miasto”                                           | orkiestra wytwórni Fogg-Record dyr. Władysław Kabalewski orkiestra wytwórni Fogg-Record dyr. Władysław Kabalewski                          |
| 1947    | 1947   | A: 062 B: 063 | „Śmieszka” „Oberek z pod Warki”                                     | orkiestra wytwórni Fogg-Record (klarnety: Przyślak, Jakowlew), dyr. W. Kabalewski orkiestra wytwórni Fogg-Record dyr. W. Kabalewski        |
| 1947    | 1947   | A: 064 B: 065 | „Kujawiak z pod Nieszawy” „Oberek Wilanowski”                       | orkiestra wytwórni Fogg-Record dyr. Władysław Kabalewski                                                                                   |
|         |        | A: 067 B: 076 | „Fredzio” „Szkoda nocy”                                             | Mieczysław Fogg, orkiestra dyr. Władysław Kabalewski Mieczysław Fogg, orkiestra dyr. Władysław Kabalewski                                  |
|         |        | A: 070 B: 086 | „Jak już popić” „Alomai”                                            | Mieczysław Fogg, orkiestra dyr. Władysław Kabalewski Mieczysław Fogg, orkiestra dyr. Władysław Kabalewski                                  |
|         |        | A: 071 B: 074 | „Trzy świnki” „Nasze morze”                                         | Chór Czejanda |
|         |        | A: 072 B: 073 | „Tiritimba” „Żegnaj”                                                | Chór Czejanda |
|         |        | A: 077 B: 080 | „Tulipany” „Czarnoksiężnik”                                         | Mieczysław Fogg, orkiestra dyr. Władysław Kabalewski Mieczysław Fogg, orkiestra dyr. Władysław Kabalewski                                  |
|         |        | A: 078 B: 079 | „A ja nic” „Los”                                                    | Mieczysław Fogg, orkiestra dyr. Władysław Kabalewski Mieczysław Fogg, orkiestra dyr. Władysław Kabalewski                                  |
|         |        | A: 081 B: 082 | „Polka piekarka” „Po zagonach”                                      | orkiestra wytwórni Fogg-Record dyr. Władysław Kabalewski orkiestra wytwórni Fogg-Record dyr. Władysław Kabalewski                          |
|         |        | A: 083 B: 093 | „Pod kujawską strzechą” „Ojra! Ojra!”                               | orkiestra wytwórni Fogg-Record dyr. Władysław Kabalewski orkiestra wytwórni Fogg-Record dyr. Władysław Kabalewski                          |
|         |        | A: 087 B: 090 | „Złote tango (Bella, bella Mari)” „Chattanooga choo-choo”           | Mieczysław Fogg, orkiestra dyr. Władysław Kabalewski orkiestra wytwórni Fogg-Record dyr. Władysław Kabalewski                              |
|         |        | A: 088 B: 089 | „Słoneczna serenada” „Po deszczu jest słońce”                       | orkiestra wytwórni Fogg-Record dyr. Władysław Kabalewski Mieczysław Fogg, orkiestra dyr. Władysław Kabalewski                              |
|         |        | A: 104 B: 105 | „Całuj mnie mocno (Besa Me Mucho)” „Minut pięć dać mi chciej”       | Mieczysław Fogg, orkiestra dyr. Władysław Kabalewski Mieczysław Fogg, orkiestra dyr. Władysław Kabalewski                                  |
|         |        | A: 106 B: 107 | „Wieczór na redzie” „Ciemna noc”                                    | Mieczysław Fogg, orkiestra dyr. Władysław Kabalewski Mieczysław Fogg, orkiestra dyr. Władysław Kabalewski                                  |
|         |        | A: 108 B: 109 | „Nadto gruba” „Helena”                                              | Mieczysław Fogg, orkiestra dyr. Władysław Kabalewski Orkiestra Taneczna dyr. Władysław Kabalewski                                          |
|         |        | A: 110 B: 117 | „Trajluś” „Dla Felusia”                                             | Mieczysław Fogg, orkiestra dyr. Władysław Kabalewski orkiestra wytwórni Fogg-Record dyr. Władysław Kabalewski                              |
|         |        | A: 111 B: 112 | „Dziś są Niny urodziny” „Yoo-Hoo”                                   | Mieczysław Fogg, orkiestra dyr. Władysław Kabalewski orkiestra dyr. Władysław Kabalewski                                                   |
|         |        | A: 113 B: 114 | „Po deszczu jest słońce” „Złote tango (Bella, bella Mari)”          | orkiestra wytwórni Fogg-Record dyr. Władysław Kabalewski orkiestra wytwórni Fogg-Record dyr. Władysław Kabalewski                          |
|         |        | A: 115 B: 127 | „Canaro en Paris” „Rumba – Negro”                                   | orkiestra wytwórni Fogg-Record dyr. Władysław Kabalewski orkiestra wytwórni Fogg-Record dyr. Władysław Kabalewski                          |
|         |        | A: 119 B: 121 | "„Rym-Cym-Cym”" „Dla Pomorzan”                                      | orkiestra wytwórni Fogg-Record dyr. Władysław Kabalewski orkiestra wytwórni Fogg-Record dyr. Władysław Kabalewski                          |
|         |        | A: 122 B: 129 | „Kujawiaczek ci ja” „Aż do rana”                                    | orkiestra wytwórni Fogg-Record dyr. Władysław Kabalewski orkiestra wytwórni Fogg-Record dyr. Władysław Kabalewski                          |
|         |        | A: 133 B: 134 | „Dalej chłopy” „Oj! Maluśki, Maluśki”                               | Reprezentacyjny Chór ZHP dyr. Władysław Skoraczewski Reprezentacyjny Chór ZHP dyr. Władysław Skoraczewski                                  |
|         |        | A: 144 B: –   | „Lulajże Jezuniu” –(NN)                                             | Mieczysław Fogg i Chór ZHP dyr. Władysław Skoraczewski –                                                                                   |
|         |        | A: 149 B: 150 | „Powiedzcie bracia mili” „Bracia patrzcie jeno”                     | Reprezentacyjny Chór ZHP dyr. Władysław Skoraczewski Reprezentacyjny Chór ZHP dyr. Władysław Skoraczewski                                  |
|         |        | A: B:         | „Pastuszkowie mili” „Hej! Bracia czyli śpicie”                      | Reprezentacyjny Chór ZHP dyr. Władysław Skoraczewski Reprezentacyjny Chór ZHP dyr. Władysław Skoraczewski                                  |
|         |        | A: 161 B: 162 | „Amor, amor, amor” „Letnia przygoda”                                | Mieczysław Fogg, orkiestra dyr. Władysław Kabalewski Mieczysław Fogg, orkiestra dyr. Władysław Kabalewski                                  |
| 1948    | 1948   | A: 1000 B:    | „Dziady cz. III – Monolog Konrada (Improwizacja)”                   | Stefan Martyka |
| 1948    | 1948   | A: 1001 B:    | „Biały mazur” „Janinka”                                             | Zespół Harmonistów Tadeusza Wesołowskiego Zespół Harmonistów Tadeusza Wesołowskiego                                                        |
| 1948    | 1948   | A: 1002 B:    | „Perełka” „Kujawianka”                                              | Zespół Harmonistów Tadeusza Wesołowskiego                                                                                                  |
| 1948    | 1948   | A: 1003 B:    | „Lucynka” „Wawruś”                                                  | Zespół Harmonistów Tadeusza Wesołowskiego                                                                                                  |
| 1948    | 1948   | A: 1004 B:    | „Przedświt” „Oj, Michałowa nie popychaj”                            | Zespół Harmonistów Tadeusza Wesołowskiego                                                                                                  |
| 1948    | 1948   | A: 1005 B:    | „Wandeczka” „Matulu kochana”                                        | Zespół Harmonistów Tadeusza Wesołowskiego                                                                                                  |
| 1948    | 1948   | A: 1006 B:    | „Z przytupem” „Z mazurskich stron”                                  | Zespół Harmonistów Tadeusza Wesołowskiego                                                                                                  |
| 1948    | 1948   | A: 1007 B:    | „Tola” „Fik-Mik”                                                    | Zespół Harmonistów Tadeusza Wesołowskiego                                                                                                  |
| 1948    | 1948   | A: 1008 B:    | „Stach” „Hopaj! Siupaj”                                             | Zespół Harmonistów Tadeusza Wesołowskiego                                                                                                  |
| 1948    | 1948   | A: 1009 B:    | „Łowiczanka” „Złudzenie”                                            | Zespół Harmonistów Tadeusza Wesołowskiego                                                                                                  |
| 1948    | 1948   | A: 1010 B:    | „Baletnica” „Wiejski oberek”                                        | Zespół Harmonistów Tadeusza Wesołowskiego                                                                                                  |
| 1948    | 1948   | A: 1011 B:    | „Wacia” „Chłopskie wesele”                                          | Zespół Harmonistów Tadeusza Wesołowskiego                                                                                                  |
| 1948    | 1948   | A: 1012 B:    | „Polka Janaszków” „Z górki na pazurki”                              | Zespół Harmonistów Tadeusza Wesołowskiego                                                                                                  |
| 1948    | 1948   | A: 1013 B:    | „Pupilka” „Spełniony sen”                                           | Zespół Harmonistów Tadeusza Wesołowskiego                                                                                                  |
| 1948    | 1948   | A: 1014 B:    | „Mazur Osmańskiego” „Pożegnanie Ojczyzny – polonez a-moll”          | Zespół Harmonistów Tadeusza Wesołowskiego                                                                                                  |
| 1948    | 1948   | A: 1015 B:    | „Na karuzeli” „Feluś na harmonii gra”                               | Zespół Harmonistów Tadeusza Wesołowskiego Zespół Harmonistów Tadeusza Wesołowskiego                                                        |
| 1948    | 1948   | A: 1016 B:    | „Z Woli” „Całuski”                                                  | Zespół Harmonistów Tadeusza Wesołowskiego                                                                                                  |
| 1948    | 1948   | A: 1017 B:    | „Na okrągło” „Wizja”                                                | Zespół Harmonistów Tadeusza Wesołowskiego                                                                                                  |
| 1948    | 1948   | A: 1018 B:    | „Lena” „Gaduła”                                                     | Zespół Harmonistów Tadeusza Wesołowskiego                                                                                                  |
| 1948    | 1948   | A: 1019 B:    | „Zbigniew” „Karolinka”                                              | Zespół Harmonistów Tadeusza Wesołowskiego                                                                                                  |
| 1949    | 1949   | A: 1020 B:    | „Roula” „Dla pięknych pań”                                          | Zespół Harmonistów Tadeusza Wesołowskiego                                                                                                  |
| 1949    | 1949   | A: 1021 B:    | „Z pod Grójca” „Bałamutka”                                          | Zespół Harmonistów Tadeusza Wesołowskiego                                                                                                  |
| 1949    | 1949   | A: 1022 B:    | „U strażaków” „Z Żyrardowa”                                         | Zespół Harmonistów Tadeusza Wesołowskiego                                                                                                  |
| 1949    | 1949   | A: 1023 B:    | „Z obcasa” „Nie bądź frajer”                                        | Zespół Harmonistów Tadeusza Wesołowskiego                                                                                                  |
| 1949    | 1949   | A: 1024 B:    | „Z pod Radzymina” „Karczewska”                                      | Zespół Harmonistów Tadeusza Wesołowskiego                                                                                                  |
| 1949    | 1949   | A: 1025 B:    | „Wiązanka krakowiaków” „Z pod Moruszynka”                           | Zespół Harmonistów Tadeusza Wesołowskiego Zespół Harmonistów Tadeusza Wesołowskiego                                                        |
| 1949    | 1949   | A: 1026 B:    | Bajki z komedii „Pan Jowialski”                                     | Ludwik Solski |
| 1949    | 1949   | A: 1027 B:    | „Synku mój” „Deszcz jesienny”                                       | Mieczysław Fogg, Janusz Białoskórski – fortepian Mieczysław Fogg, Janusz Białoskórski – fortepian                                          |
| 1949    | 1949   | A: 1028 B:    | „Sto czterdzieści baniek” „Tramwaj w konfiturach”                   | Stefan Wiechecki Wiech Stefan Wiechecki Wiech                                                                                              |
| 1949    | 1949   | A: 1029 B:    | „Grzybki” „Zegar”                                                   | Mieczysław Fogg, Janusz Białoskórski – fortepian Mieczysław Fogg, Janusz Białoskórski – fortepian                                          |
| 1949    | 1949   | A: 1030 B:    | „Kochana, kochana” „Błękitne oczy”                                  | Mieczysław Fogg, Janusz Białoskórski – fortepian Mieczysław Fogg, Janusz Białoskórski – fortepian                                          |
| 1949    | 1949   | A: 1031 B:    | „Nad pięknym modrym Dunajem” „Wiejskie dzieci”                      | Orkiestra Salonowa dyr. Władysław Kabalewski                                                                                               |
| 1949    | 1949   | A: 1032 B:    | „Zemsta nietoperza” „Opowieści Lasku Wiedeńskiego Op. 325”          | Orkiestra Salonowa dyr. Władysław Kabalewski                                                                                               |
| 1949    | 1949   | A: 1033 B:    | „Ukochana ja wrócę” „Serce w plecaku”                               | Mieczysław Fogg, Janusz Białoskórski – fortepian Mieczysław Fogg, Janusz Białoskórski – fortepian                                          |
| 1949    | 1949   | A: 1034 B:    | „Wieczór na redzie” „Trasa W-Z”                                     | Mieczysław Fogg, Janusz Białoskórski – fortepian Mieczysław Fogg, Janusz Białoskórski – fortepian                                          |
| 1949    | 1949   | A: 1035 B:    | „Jesień” „Bajeczki śpią”                                            | Mieczysław Fogg, Janusz Białoskórski – fortepian Mieczysław Fogg, Janusz Białoskórski – fortepian                                          |
| 1949    | 1949   | A: 1036 B:    | „Ciemna noc” „W lesie przyfrontowym”                                | Mieczysław Fogg, Janusz Białoskórski – fortepian Mieczysław Fogg, Janusz Białoskórski – fortepian                                          |

## Dyskografia wytwórni Michała Fogga
- Cafe Fogg
- Fogga Ragga
- Klub Retro (singiel)
- Tango Life
- Mieczysław Fogg CD 1 W rytmie tanga
- Mieczysław Fogg CD 2 W rytmie tanga
- Mieczysław Fogg CD 3 Przeboje do tańca
- Mieczysław Fogg CD 4 Znane przeboje
- Mieczysław Fogg CD 5 Fogg w Chórze Dana
- Cafe Fogg 2